# Vargyas-patak
A Vargyas-patak (románul: Vârghiș) az egyetlen erdővidéki és Kovászna megyei patak, amely a Központi-Hargitából ered. Homoródalmásnál átszeli az Észak-Persány-hegységet, kialakítva a Vargyas-szorost, amely a Székelyföld egyik legnagyobb karsztvidéke. Érintett települések: Szentegyházasfalu, Vargyas. A Vargyas-patak Felsőrákos közelében ömlik a Kormos-patakba, majd onnan az Oltba.